# 胡瑄
胡瑄（1449年—？），字廷器，浙江湖州府德清縣人，民籍，明朝政治人物。

## 生平
浙江鄉試第四十二名舉人。成化十七年（1481年）中式辛丑科會試第六十二名，二甲第二十八名進士。歷官泰安知州、湖廣岳州府同知，入觐京师，卒于山東。著有《東野集》、《两麾江湖録》。

## 家族
曾祖胡仲德；祖父胡南；父胡熙，母張氏。慈侍下。兄胡瓛。